# 隠れ帯

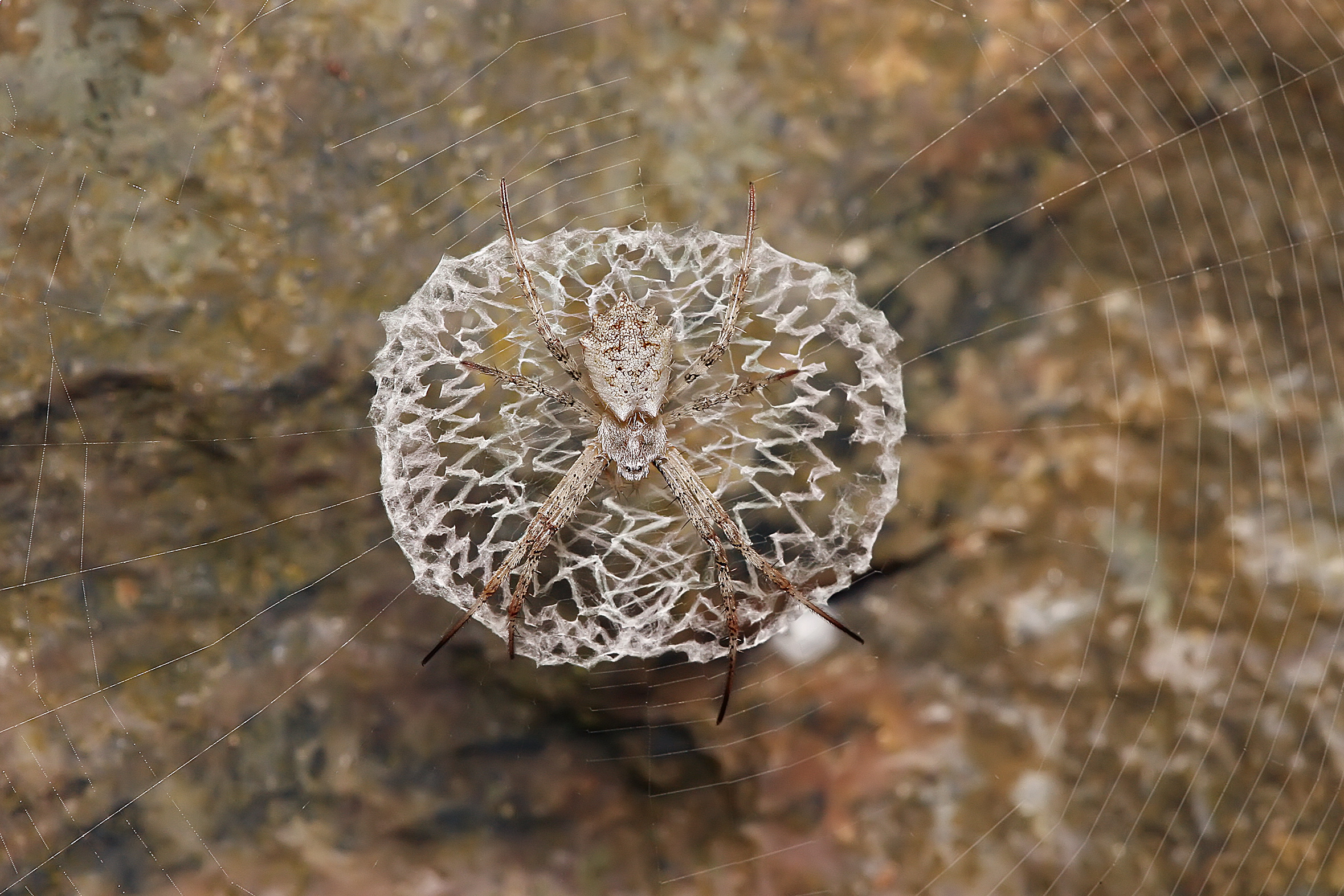
コガネグモ属の隠れ帯

隠れ帯（かくれおび）、白帯（はくたい）、スタビリメンタム（英：stabilimentum）は、クモの円網につけられた糸の装飾である。その機能は、多くの説がある。日本では、古くよりクモの姿を隠す効果があるとの判断から、隠れ帯の名が使われたが、そのような予見的判断を避けるため、専門用語としては白帯が使われる。

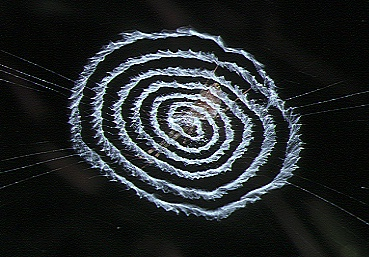
ヤエヤマウズグモと隠れ帯

## 起源
スタビリメンタムは、少なくても異なる9種類の進化をしてきたといわれている。
オニグモとトゲグモは糸でスタビリメンタムをつくる。彼らの仲間であるゴミグモや Allocyclosa bifurca は糸でつくったスタビリメンタムにさらにゴミや卵のうをつるす。それらのスタビリメンタムはコガネグモから独立して進化していったが、Allocyclosa bifurca のスタビリメンタムの装飾はコガネグモに似ている。

## 形状

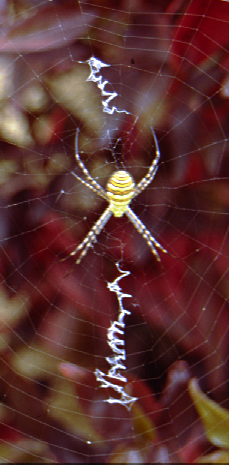
スジコガネグモの線形装飾

隠れ帯は、コガネグモ科、アシナガグモ科、ウズグモ科のいくつかの種類のクモでよく見られる。特にオーストラリアコガネグモなどが属するコガネグモ属が有名である。コガネグモ属やジョロウグモ属のクモはジグザグ模様の隠れ帯をつくる。他のクモも網のすべてのハブをおおう装飾をつくる。

## 機能
隠れ帯の機能は多くの説があり、各種のクモはそれぞれ他の目的で使っているとも考えられる。一説には、姿をカモフラージュするためや、より大きく見せることにより、クモを守るためだと言われている。他の説では、クモの糸でダメージを与えられない鳥などの動物にクモを目立たせるためだと言われている。当初唱えられたもので現在は退けられたが、装飾は網を安定させると考えられていた。最近の説では、隠れ帯は紫外線光を反射させて獲物を引きつけるためとも言われる。紫外線光は多くの昆虫の種類にとって魅力的であることが知られている。その他、体温調節、ストレス、超過した糸の調整、単なる見た目の美しさ、といった説が提唱された。人間が近づいた際、スタビリメンタムを変形して網を振動させる現象が見られた。
スタビリメンタムの目的はメスの繁殖期にオスを網に引きつけるためだという説が提唱された。1992年夏にスペインのカラホンダで行われた調査では、ヤツデコガネグモの網とスタビリメンタムの間にオスがいることが確認された。
Uloborus gibbosus を除く多くのウスグモは、スタビリメンタムをつくることを妨げられた場合、網の端で休んでから地面に落ちる。これはカモフラージュ説を支持するものだと言われている。ウスグモのスタビリメンタムは、ショウジョウバエにとって魅力的だと言われている。

## 材料
コガネグモ属などはすべてクモの糸で作成するが、ゴミグモなどの他の若干のクモは糸に加えて卵のうやゴミを使用する。これらの装飾はクモをカモフラージュするためだと言われる。そして捕食者から身を守っている。他の事象としては、ジョロウグモは金色の種を網に乗せたりする。近年の調査では、これらのクモはより多くの獲物を引きつけていることがわかった。

## ポップ・カルチャー
E・B・ホワイトはクモの網のスタビリメンタムを観察した後、著書「シャーロットのおくりもの」のアイデアを思いついたと主張している。

## 関連書籍
- Blackledge, T.A. & Wenzel, J.W. (1999): Do stabilimentum in orb webs attract prey or defend spiders? Behavioral Ecology 10(4): 372-376.
- Starks, P.T. (2002): The adaptive significance of stabilimentum in orb-webs: a hierarchical approach. Annals of Zoology 39: 307-315.